# NGC 4573
NGC 4573 est une très vaste galaxie lenticulaire située dans la constellation du Centaure. Sa vitesse par rapport au fond diffus cosmologique est de 3 259 ± 59 km/s, ce qui correspond à une distance de Hubble de 48,1 ± 3,5 Mpc (∼157 millions d'al). Cette galaxie a été découverte par l'astronome britannique John Herschel en 1836.
En raison d'une brillance de surface égale à 14,69 mag/am2, on peut qualifier NGC 4573 de galaxie à faible brillance de surface (LSB en anglais pour low surface brightness). Les galaxies LSB sont des galaxies diffuses (D) avec une brillance de surface inférieure de moins d'une magnitude à celle du ciel nocturne ambiant.

## Groupe de NGC 4696
Selon A.M. Garcia, NGC 4573 est un membre du groupe de NGC 4696 qui compte au moins 79 galaxies. Les autres galaxies du New General Catalogue et de l'Index Catalogue de ce groupe sont NGC 4373, NGC 4499, NGC 4507, NGC 4553, NGC 4601, NGC 4650, NGC 4672, NGC 4677, NGC 4681, NGC 4683, NGC 4696, NGC 4729, NGC 4743, NGC 4744, NGC 4767, NGC 4811, NGC 4812, NGC 4832, IC 3290 et IC 3370.
Le groupe de NGC 4696 fait partie de l'amas du Centaure, un des amas du superamas de l'Hydre-Centaure.